# Malibu Comics
 Malibu Comics est un éditeur de comics dont le siège est situé à Calabasas, Oregon, créé en 1986 par Dave Olbrich et Tom Mason . La maison d'édition a été rachetée en 1994 par Marvel Comics.

## Histoire
Dave Olbrich et Tom Mason lancent en 1986 une maison d'édition et sont rapidement rejoint par 
Chris Ulm et Scott Mitchell Rosenberg pour la partie financière, il s'occupait d'une entreprise de diffusion Sunrise Distributor. De son côté Dave venait des Jack Kirby Awards et travaillait à Fantagraphics.
La maison commençait modestement par des titres en noir et blanc et des auteurs maison, puis se fit connaitre par la reprise et l'adaptation de séries comme Tarzan ou Sherlock Holmes, Dracula, des poèmes d'Edgar Allan Poe (The Black Cat and Other Stories, The Masque of Red Death and Other Stories, The Murders in the Rue Morgue and Others Stories, The Pit and the Pendulum and Other Stories), Abbott et Costello.
En 1987 la compagnie achète Eternity Comics et Aircel Comics avant de faire de même pour Adventure Publication en 1989.
En 1992, des titres de Centaur Publications tombaient dans le domaine public et la maison d'édition relançait alors Airman, Amazing Man, Arc, Arrow, Ferret, Man of War, Mighty Man ou Protectors.
Dans les années 1990, les ventes chutent et Malibu arrête de nombreuses séries puis fini par être racheté par Marvel en 1994.

## Titres originaux
| - Ultraverse : - The All-New Exiles ; - Black Septembre ; - Codename : Firearm ; - ELven ; - Eliminator ; - Exiles ; - Firearm ; - Freex ; - Godwheel en partenariat avec Marvel ; - Hardcase ; - Lord Pumpkind ; - Mantra ; - The Night Man ; - Prime ; - Prototype ; - Prototype ; - Rune ; - Siren ; - Sludge ; - Solitaire ; - The Solution ; - The Strangers ; - Ultraforce ; - Ultraverse Premiere ; - Warstrike ; - Wrath . | - Genesis Universe : avec des personnages issu de Centaur : 1. Airman 1 titre ; 2. Arrow 1 titre ; 3. Dinosaurs for Hire ; 4. Ex-Mutants ; 5. Ferret 11 titres ; 6. Gravestone 7 titres ; 7. Genesis #0 ; 8. Man of War 8 titres ; 9. Protectors 20 titres ; 10. Protectors Handbook 1 titre. |